# Informe sobre el Desenvolupament dels Recursos Hídrics al Món
L'Informe sobre el Desenvolupament dels Recursos Hídrics al Món (en anglès: The United Nations World Water Development Report (WWDR)) és un informe mundial que proporciona una investigació exhaustiva autoritzada dels recursos d'aigua dolça del món. Es realitza cada tres anys i la produeix el World Water Assessment Programme.
L'informe examina la manera com es gestionen els recursos mundials d'aigua i els problemes de les diferents regions, com l'accés a l'aigua neta i la sanitat i els temes creuats que l'afectren com són l'energia, el canvi climàtic, l'agricultura i el creixement urbà. L'informe també ofereix recomanacions de com s'han de gestionar els recursos d'aigua de manera més sostenible.
El contingut de l'informe prové dels esforços coordinats de 26 agències de l'ONU que formen l'UN-Water, que treballa amb governs, organitzacions internacionals, organitzacions no governamentals i altres grups.